# Dorfkirche Hümpfershausen

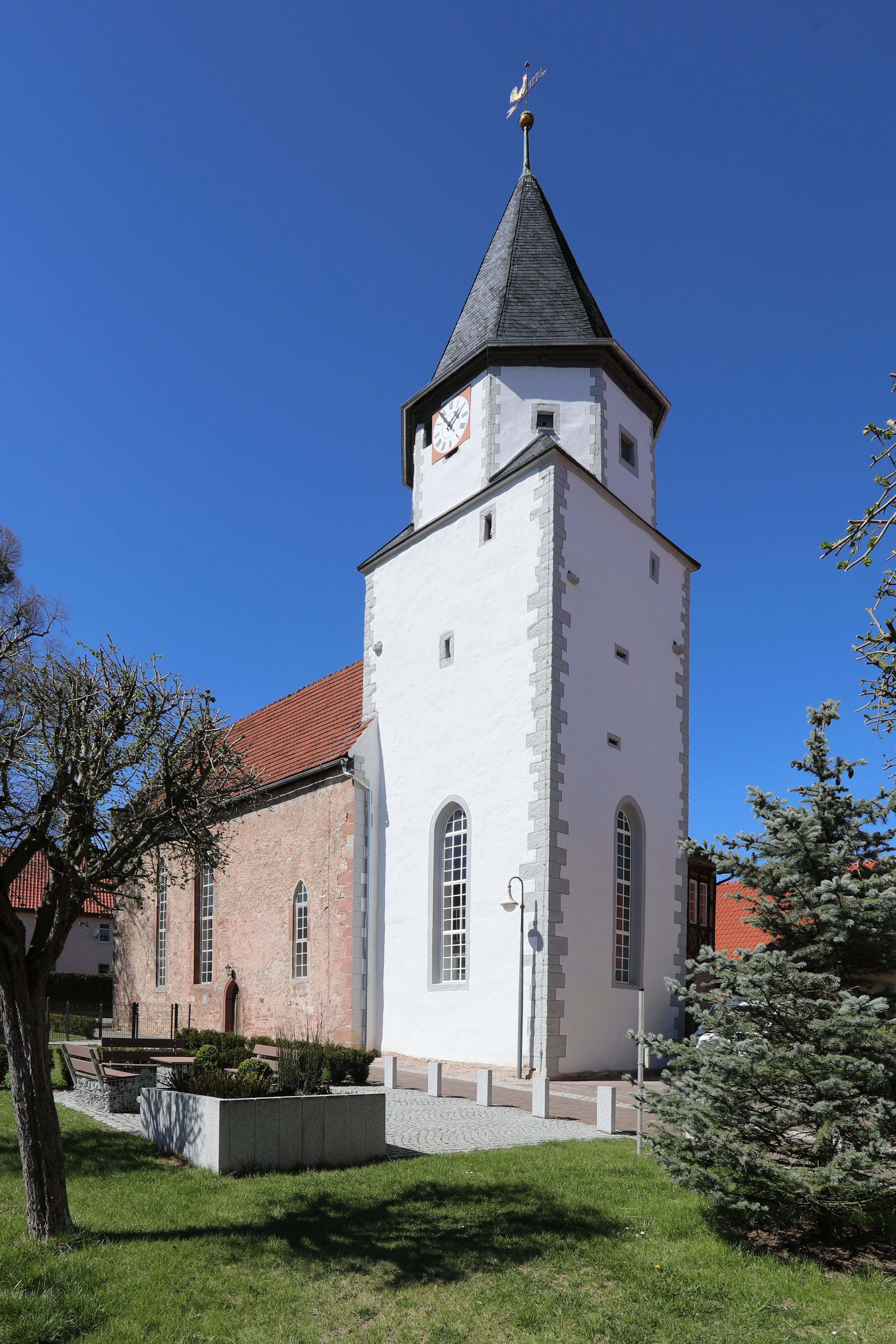
Dorfkirche Hümpfershausen

Die evangelisch-lutherische Dorfkirche Hümpfershausen steht im Ortsteil Hümpfershausen der Stadt Wasungen im Landkreis Schmalkalden-Meiningen in Thüringen.

## Geschichte
Die malerisch am Fuß des Hahnbergs um 1603 erbaute Dorfkirche ist ein schlichter Steinbau mit einfacher Ausstattung. 1735 wurde der Triumphbogen zweckmäßig umgestaltet und in das Kirchenschiff wurden 1837 Emporen eingebaut.
1956 erfolgte die Bemalung der Emporen und Bänke mit Wiesenblumen in der sogenannten Negativtechnik, die den Raum freundlich stimmte.
Die Orgel mit 19 Registern aus dem Jahre 1918 ist denkmalgeschützt. Sie wurde 2004 restauriert.